# Алонсо Руїспаласіош
Ало́нсо Руїспала́сіош (ісп. Alonso Ruizpalacios; нар. 1978, Мехіко, Мексика) — мексиканський кінорежисер, сценарист та кінопродюсер. Багаторазовий лауреат та номінант міжнародних та національних фестивальних та професійних кінонагород. 

## Біографія
Алонсо Руїспаласіош народився і виріс у Мехіко. Він вивчав режисерську майстерність в Мехіко, після чого переїхав до Лондона, де навчався на актора в Королівській академії драматичного мистецтва. Як режисер та сценарист Руїспаласіош працює як у театрі, так і в кінематографі. Його короткометражний фільм «Кавовий рай» (ісп. Café Paraíso, 2008) був відзначений багатьма фестивальними нагородами.
У 2015 році Руїспаласіош дебютував повнометражним чорно-білим ігровим фільмом «Гуерос», який був представлений на 64-му Берлінському міжнародному кінофестивалі, де отримав Приз за найкращий дебютний фільм. Стрічка також взяла участь у низці інших міжнародних кінофестивалів, здобувши на них низку нагород, та була відзначена двома нагородами мексиканської національної кінопремії «Аріель» — за найкращий перший фільм та найкращу режисерську роботу.
У 2018 році Алонсо Руїспаласіош поставив за власним сценарієм кримінальну драму «Музей» з Гаелем Гарсія Берналем у головній ролі. Фільм був представлений в конкурсній програмі 68-го Берлінського міжнародного кінофестивалю, де Руїспаласіош був відзначений «Срібним ведмедем» за найкращий сценарій.

## Фільмографія
| Рік  |     | Назва українською      | Оригінальна назва             | Режисер | Сценарист | Продюсер |
| ---- | --- | ---------------------- | ----------------------------- | ------- | --------- | -------- |
| 2008 | к/м | Кавовий рай            | Café paraíso                  | Так     | Так       |          |
| 2009 | т/с | XY. Журнал             | XY. La revista                |         | Так       |          |
| 2010 | т/с | Глибокий дренаж        | Drenaje Profundo              |         | Так       |          |
| 2010 | к/м | Остання пісня птаха Ку | El último canto del pájaro Cú | Так     | Так       |          |
| 2014 |     | Гуерос                 | Güeros                        | Так     | Так       | Так      |
| 2016 | к/м | Зелений                | Verde                         | Так     | Так       | Так      |
| 2018 |     | Музей                  | Museo                         | Так     | Так       |          |

## Визнання
| Рік                                        | Категорія                                                          | Фільм                  | Результат |
| ------------------------------------------ | ------------------------------------------------------------------ | ---------------------- | --------- |
| Міжнародний кінофестиваль у Гвадалахарі    |                                                                    |                        |           |
| 2008                                       | Премія «Маягель» за найкращий мексиканський короткометражний фільм | Кавовий рай            | Перемога  |
| Кінофестиваль Трайбека                     |                                                                    |                        |           |
| 2009                                       | Приз журі за короткометражний фільм                                | Кавовий рай            | Номінація |
| 2014                                       | Приз журі за найкращий фільм                                       | Гуером                 | Номінація |
| 2014                                       | Найкращий режиер — Особлива згадка                                 | Гуером                 | Перемога  |
| Премія «Аріель»                            |                                                                    |                        |           |
| 2008                                       | Срібний Аріель за найкращий короткометражний ігровий фільм         | Кавовий рай            | Перемога  |
| 2011                                       | Срібний Аріель за найкращий короткометражний ігровий фільм         | Остання пісня птаха Ку | Перемога  |
| 2015                                       | Срібний Аріель за найкращий сценарій, написаний для кіно           | Гуерос                 | Номінація |
| 2015                                       | Найкраща перша робота                                              | Гуерос                 | Перемога  |
| 2015                                       | Найкращий режисер                                                  | Гуерос                 | Перемога  |
| 2017                                       | Срібний Аріель за найкращий короткометражний ігровий фільм         | Зелений                | Номінація |
| Берлінський міжнародний кінофестиваль      |                                                                    |                        |           |
| 2014                                       | Приз за найкращий дебютний фільм                                   | Гуерос                 | Номінація |
| 2018                                       | Золотий ведмідь                                                    | Музей                  | Номінація |
| 2018                                       | «Срібний ведмідь» за найкращий сценарій                            | Музей                  | Перемога  |
| Міжнародний кінофестиваль у Сан-Себастьяні |                                                                    |                        |           |
| 2014                                       | Премія «Горизонт»                                                  | Гуером                 | Перемога  |
| 2014                                       | Приз молодого журі                                                 | Гуером                 | Перемога  |
| Гаванський кінофестиваль                   |                                                                    |                        |           |
| 2014                                       | Приз «Великий корал» за найкращий перший фільм                     | Гуерос                 | Перемога  |
| Єрусалимський міжнародний кінофестиваль    |                                                                    |                        |           |
| 2017                                       | Приз ФІПРЕССІ                                                      | Гуерос                 | Перемога  |
| Одеський міжнародний кінофестиваль         |                                                                    |                        |           |
| 2017                                       | Спеціальна згадка журі                                             | Гуерос                 | Перемога  |
| Кінофестиваль AFI Fest                     |                                                                    |                        |           |
| 2014                                       | Гран-прі журі — Спеціальна згадка                                  | Гуером                 | Перемога  |
| 2014                                       | Приз аудиторії                                                     | Гуером                 | Перемога  |